# ペリー郡 (インディアナ州)
ペリー郡（英: Perry County）は、アメリカ合衆国インディアナ州の南西部に位置する郡である。2010年国勢調査での人口は19,388人であり、2000年の18,899人から2.3％増加した。郡庁所在地はテルシティ市（人口7,272人）であり、同郡で人口最大の都市でもある。州内で最も丘陵と森が多い郡であり、面積6万エーカー (240 km2) 以上のフージャー国立の森がある。インディアナ州道66号線に沿ったオハイオ川景観側道が郡南境界に沿って走り、州間高速道路64号線が郡北部を横切っている。この2つの道路を繋ぐのがスーパー・トゥー・ハイウェイのインディアナ州道37号線である。
生活の質は住民にとって郡の大きな側面の一つであると決められてきた。豊富な田園部の暖かさが、アウトドアレクリエーション、特化されたショッピング体験、平和的な地区、特徴有る飲食体験、低い犯罪率と豊富な歴史とバランスしている。これらの側面は2010年に公開された映画『生活のアート』に収められている。このドキュメンタリー映画はエバンズビルの公共放送局でも観られた。

## 歴史
ペリー郡は1814年11月1日（インディアナ州が州に昇格する2年前）に、ウォリック郡から分離して設立された。郡名は1813年のエリー湖の湖上戦でイギリス戦隊に対して決定的な勝利を挙げたオリバー・ハザード・ペリーに因んで名付けられた。オハイオ川があることがペリー郡の特徴であり、開拓者達は自然資源が豊富に得られることや、景観の美しさに惹きつけられてこの地域に入ってきた。

## 地理
アメリカ合衆国国勢調査局に拠れば、郡域全面積は386.29平方マイル (1,000.5 km2)であり、このうち陸地381.73平方マイル (988.7 km2)、水域は4.56平方マイル (11.8 km2)で水域率は1.18％である
郡内には郡庁所在地のテルシティの他、キャネルトン市（2010年の人口1,563人）とトロイ町（同385人）という3つの自治体がある。3つとも郡内南西隅にあるトロイ郡区に入っている。

### 主要高規格道路
| - 州間高速道路64号線 - インディアナ州道37号線 - インディアナ州道62号線 - インディアナ州道66号線 | - インディアナ州道70号線 - インディアナ州道145号線 - インディアナ州道545号線 |

州間高速道路64号線が郡北部を横切っている。州道66号線は郡内にあるその大半でオハイオ川景観側道と指定されており、郡内の3つの町に近いことや主要観光地にも近いことで、住民や観光客に良く利用されている。州道37号線は郡からブルーミントンやインディアナポリス各市とを繋いでいる。その他の州道として62号線があり、州間高速道路64号線に並行している。州道145号線は郡西部を回っており、州道166号線はトビンズポートの集落とを行き来する道路であり、州道237号線はキャネルトンから直接州道37号線に、オハイオ川に架かる橋で繋がっている。州道545号線はトロイ近くの短区間であり、州道70号線は州道37号線と同66号線を繋いでいる。

### 隣接する郡
- クロウフォード郡 - 北東
- ミード郡 (ケンタッキー州) - 東
- ブレッキンリッジ郡 (ケンタッキー州) - 南東
- ハンコック郡 (ケンタッキー州) - 南西
- スペンサー郡 - 西
- デュボイス郡 - 北西

### 国立保護地域
- フージャー国立の森（部分）

## 気候と気象
近年、郡庁所在地であるテルシティ市の平均気温は1月の24°F (-4 ℃) から7月の88°F (31 ℃) まで変化している。過去最低気温は1985年1月に記録された-17°F (-27 ℃) であり、過去最高気温は1954年9月に記録された106°F (41 ℃) である。月間降水量は10月の2.98インチ (76 mm) から5月の5.22インチ (133 mm) まで変化している。

## 郡政府
郡政府は憲法による政体であり、インディアナ州憲法とインディアナ州法典によって特別の権力を認められている。

### 郡政委員会
郡政委員会は財政責任のある郡政府の立法府であり、郡の歳出や歳入を管理している。委員は郡内の選挙区から選出され、任期は4年間である。給与、年間予算、特別支出を設定する責任がある。郡レベルで所得税や資産税、消費税、サービス税を課する限定付き権限があるが、所得税と資産税は州の承認を要する。

### 行政委員会
行政委員会は郡政府の行政府である。委員は郡全体を選挙区に選出され、任期は4年間で2年毎に半数が改選される。委員の一人、通常は最も経験のある者が議長になる。行政委員会は郡政委員会が決めた法を実行し、税金を集め、郡政府の日々の機能を管理する責任がある。

### 郡裁判所
郡は幾らかの民事訴訟を扱うことのできる小規模裁判所を維持している。判事は6年間任期で選出され、インディアナ州法廷弁護士協会の会員でなければならない。判事を補助するのがマジストレイトと呼ばれる法執行官であり、判事に指名される。特定の事件における判決に対しては、州レベルの巡回裁判所に控訴できる。

### 郡政府役人
上記以外に、保安官、検視官、監査官、財務官、登記官、測量士および巡回裁判所事務官が選挙で選ばれている。任期は4年間であり、郡政府の異なる部門を監督している。郡政府に選ばれる役人は支持政党を公にすることが求めら、また郡の住人でなければならない。
ペリー郡はアメリカ合衆国下院議員インディアナ州第9選挙区に属し、2012年時点では共和党議員を選出している。アメリカ合衆国上院にも共和党議員を送り出している。

## 経済
ペリー郡の経済活動は主に自動車、航空機、濾過装置、木工家具など工業を中心とするものである。世界中（ドイツ、イギリス、日本）の企業が郡内に拠点を置いている。最大の雇用主であるティッセンクルップ・ワウパカは900人以上を雇用している。
ペリー郡は田園部にあり、その指導者達は大都市圏に見られるような企業進出を歓迎する姿勢と洗練されたインフラで共同事業を確立してきた。郡内には企業団地があり（そのうち2つはインディアナ州経済開発会社によって着工可能なものに指定されている）、先進通信技術、低い操業コスト、優れた質の生活と事業経営の風土があり、様々な規模の会社を惹きつけることに貢献してきた。
郡の主要経済開発組織であるペリー郡開発会社が、新施設、拡大プロジェクト、訓練機会などの活動によって企業を支援することで事業を強化することに努めてきた。あるプロジェクトでは140万立方ヤード (1,000,000 m3) の泥を排除することなど、6ヶ月の用地準備プロジェクトを支援した。
郡役人との共同作業により、廃線になっていた鉄道路線を取得し、郡が所有するフージャー・サザン鉄道を再建してきた。ペリー郡港湾局が管理する延長22マイル (35 km) の単線鉄道がペリー郡川港とノーフォーク・サザン鉄道とを繋いでいる。

## 人口動態
以下は2000年の国勢調査による人口統計データである。
| 基礎データ - 人口: 18,898人 - 世帯数: 7,270 世帯 - 家族数: 5,074 家族 - 人口密度: 19人/km2（50人/mi2） - 住居数: 8,223軒 - 住居密度: 8軒/km2（22軒/mi2） 人種別人口構成 - 白人: 97.61% - アフリカン・アメリカン: 1.45% - ネイティブ・アメリカン: 0.17% - アジア人: 0.12% - 太平洋諸島系: 0.02% - その他の人種: 0.13% - 混血: 0.50% - ヒスパニック・ラテン系: 0.70% 先祖による構成 - ドイツ系：34.5％ - アメリカ人：19.7％ - アイルランド系：10.0％ - フランス系：9.3％ - イギリス系：9.2％ | 年齢別人口構成 - 18歳未満: 22.9% - 18-24歳: 9.8% - 25-44歳: 29.2% - 45-64歳: 23.3% - 65歳以上: 14.9% - 年齢の中央値: 38歳 - 性比（女性100人あたり男性の人口） - 総人口: 107.0 - 18歳以上: 107.7 世帯と家族（対世帯数） - 18歳未満の子供がいる: 30.6% - 結婚・同居している夫婦: 56.7% - 未婚・離婚・死別女性が世帯主: 9.0% - 非家族世帯: 30.2% - 単身世帯: 26.7% - 65歳以上の老人1人暮らし: 12.7% - 平均構成人数 - 世帯: 2.45人 - 家族: 2.96人 収入と家計 - 収入の中央値 - 世帯: 36,246米ドル - 家族: 43,743米ドル - 性別 - 男性: 31,554米ドル - 女性: 22,123米ドル - 人口1人あたり収入: 16,673米ドル - 貧困線以下 - 対人口: 9.4% - 対家族数: 7.1% - 18歳未満: 12.3% - 65歳以上: 8.9% |

## 郡区
ペリー郡は下記7つの郡区に分割されている。
| - アンダーソン - クラーク - レオポルド - オイル | - トビン - トロイ - ユニオン |

## 都市と町
- キャネルトン
- テルシティ - 郡庁所在地
- トロイ

### 未編入の町
| - アダイビル - アパロナ - バンドン - ブランチビル - ブリストー - バザーソルースト - セリナ - ダービー - デクスター - ドッド | - ドンフアン - ドィーリットルミルズ - フェンヘイブン - フォスターズリッジ - ガッチェル - ジェラルド - ジャーマンリッジ - ハーディングローブ - ハフマン - キッターマンコーナーズ | - ラシャーズ - ローア - ローアリッジ - レオポルド - リリーデール - マグネット - マノ - ミルストーン - マウントプレザント - オイルクリーク | - オリオール - ペンヘイブン - プロスペロ - レンジャー - ローム - サドルレイク - セントクロア - セントマークス - ササフラ - シベリア | - シュガーリッジ - テリー - ティップソー - トビンズポート - ユニオンタウン - ウォーターベリー |